# Болгарська хокейна ліга 2020—2021
Болгарська хокейна ліга 2020—2021 — 69-й розіграш чемпіонату БХЛ. У сезоні 2020—21 брали участь шість клубів.

## Учасники
- СК «Ірбіс Скейт»
- НСА (Софія)
- «Славія» (Софія)
- ЦСКА (Софія)
- «Червена звезда» (Софія)
- «Левські» (Софія)

## Підсумкова таблиця
| М  | Команда                  | І | В | ВО | ПО | П | Ш     | О  |
| -- | ------------------------ | - | - | -- | -- | - | ----- | -- |
| 1. | СК «Ірбіс Скейт»         | 9 | 8 | 0  | 1  | 0 | 61:16 | 25 |
| 2. | НСА (Софія)              | 8 | 6 | 1  | 0  | 1 | 84:9  | 20 |
| 3. | ЦСКА (Софія)             | 9 | 6 | 0  | 0  | 3 | 78:33 | 18 |
| 4. | «Славія» (Софія)         | 8 | 2 | 0  | 0  | 6 | 22:58 | 6  |
| 5. | «Червена звезда» (Софія) | 9 | 2 | 0  | 0  | 7 | 20:76 | 6  |
| 6. | «Левські» (Софія)        | 9 | 1 | 0  | 0  | 8 | 12:85 | 3  |

Джерело: eliteprospects [Архівовано 24 січня 2021 у Wayback Machine.]

Скорочення: М = підсумкове місце, І = ігри, В = перемоги, ВО = перемога в овертаймі або по булітах, ПО = поразки в овертаймі або по булітах, П = поразки, Ш = закинуті та пропущені шайби, О = набрані очки